# Andrew Achari
Andrew Achari (1973. február 28. –) Fidzsi-szigeteki nemzetközi labdarúgó-játékvezető.

## Pályafutása

### Nemzeti játékvezetés
Játékvezetésből Suvában vizsgázott. Vizsgáját követően a Suvai Labdarúgó-szövetség által üzemeltetett labdarúgó bajnokságokban kezdte sportszolgálatát[forrás?]. Fidzsi-szigeteki Labdarúgó-szövetség Játékvezető Bizottságának (JB) minősítésével a Galaxy Premier League játékvezetője. Küldési gyakorlat szerint rendszeres 4. bírói szolgálatot is végez.

### Nemzetközi játékvezetés
A Fidzsi-szigeteki labdarúgó-szövetség JB  terjesztette fel nemzetközi játékvezetőnek, a Nemzetközi Labdarúgó-szövetség (FIFA) 2005–2009 között az asszisztensi keretében, 2010-től a bírói keretében tartja nyilván. A FIFA JB központi nyelvei közül az angolt beszéli. Több nemzetek közötti válogatott, valamint OFC-bajnokok ligája klubmérkőzést vezetett.

#### Labdarúgó-világbajnokság
A 2007-es U17-es labdarúgó-világbajnokságon a FIFA JB Rakesh Varman asszisztenseként vette igénybe szolgálatát.
| Időpont             | Helyszín                         | Mérkőzés típusa        | Mérkőzés              | Eredmény | Nézők száma |
| ------------------- | -------------------------------- | ---------------------- | --------------------- | -------- | ----------- |
| 2007. augusztus 19. | Gwang-Yang Stadion, Gwangyang    | selejtező (D. csoport) | Japán–Haiti           | 3 – 1    | 8 500       |
| 2007. augusztus 23. | Civil Stadion, Changwon          | selejtező (E. csoport) | Tádzsikisztán–Belgium | 0 – 1    | 1 400       |
| 2007. augusztus 25. | Jeju World Cup Stadion, Seogwipo | selejtező (C. csoport) | Honduras–Szíria       | 0 – 2    | 430         |

---
A 2010-es labdarúgó-világbajnokságon és a2014-es labdarúgó-világbajnokságon a FIFA JB játékvezetőként foglalkoztatta. Selejtező mérkőzéseket az Óceániai Labdarúgó-szövetség (OFC) zónában irányított.

##### 2010-es labdarúgó-világbajnokság
Rakesh Varman asszisztenseként szolgált.
| Időpont             | Helyszín                          | Mérkőzés típusa | Mérkőzés                                     | Eredmény | Nézők száma |
| ------------------- | --------------------------------- | --------------- | -------------------------------------------- | -------- | ----------- |
| 2008. június 14.    | Korman Stadion, Port Vila         | OFC zóna        | Vanuatu–Új-Kaledónia                         | 1 – 1    | 4 000       |
| 2008. szeptember 6. | Numa-Daly Magenta Stadion, Noumea | OFC zóna        | Új-kaledóniai labdarúgó-válogatott–Új-Zéland | 1 – 3    | 2 589       |

##### 2014-es labdarúgó-világbajnokság
| Időpont              | Helyszín                         | Mérkőzés típusa              | Mérkőzés                                     | Eredmény | Nézők száma |
| -------------------- | -------------------------------- | ---------------------------- | -------------------------------------------- | -------- | ----------- |
| 2011. november 22.   | Nemzeti Stadion, Apia            | előselejtező csoportmérkőzés | Amerikai Szamoa–Tonga                        | 2 – 1    | 150         |
| 2012. szeptember 11. | Lawson Tama Stadion, Honiara     | előselejtező (döntő csoport) | Tahiti–Új-kaledóniai labdarúgó-válogatott    | 0 – 4    | 3500        |
| 2013. március 22.    | Pater Te Hono Nui Stadion, Pirae | előselejtező (döntő csoport) | Tahiti labdarúgó-válogatott–Salamon-szigetek | 2 – 0    | 550         |

#### Csendes-óceáni Játékok
A 2011-es Pacific Gam labdarúgó tornán az OFC JB bíróként foglalkoztatta.
| Időpont             | Helyszín               | Mérkőzés típusa | Mérkőzés                                                            | Eredmény |
| ------------------- | ---------------------- | --------------- | ------------------------------------------------------------------- | -------- |
| 2011. augusztus 27. | Városi Stadion, Nouméa | csoportmérkőzés | Új-kaledóniai labdarúgó-válogatott–Vanuatui labdarúgó-válogatott    | 5 – 0    |
| 2011. szeptember 1. | Városi Stadion, Nouméa | csoportmérkőzés | Tahiti labdarúgó-válogatott–Pápua Új-Guinea                         | 1 – 1    |
| 2011. szeptember 5. | Városi Stadion, Nouméa | csoportmérkőzés | Amerikai-szamoai labdarúgó-válogatott–Vanuatui labdarúgó-válogatott | 0 – 8    |